# Leibgardekaserne

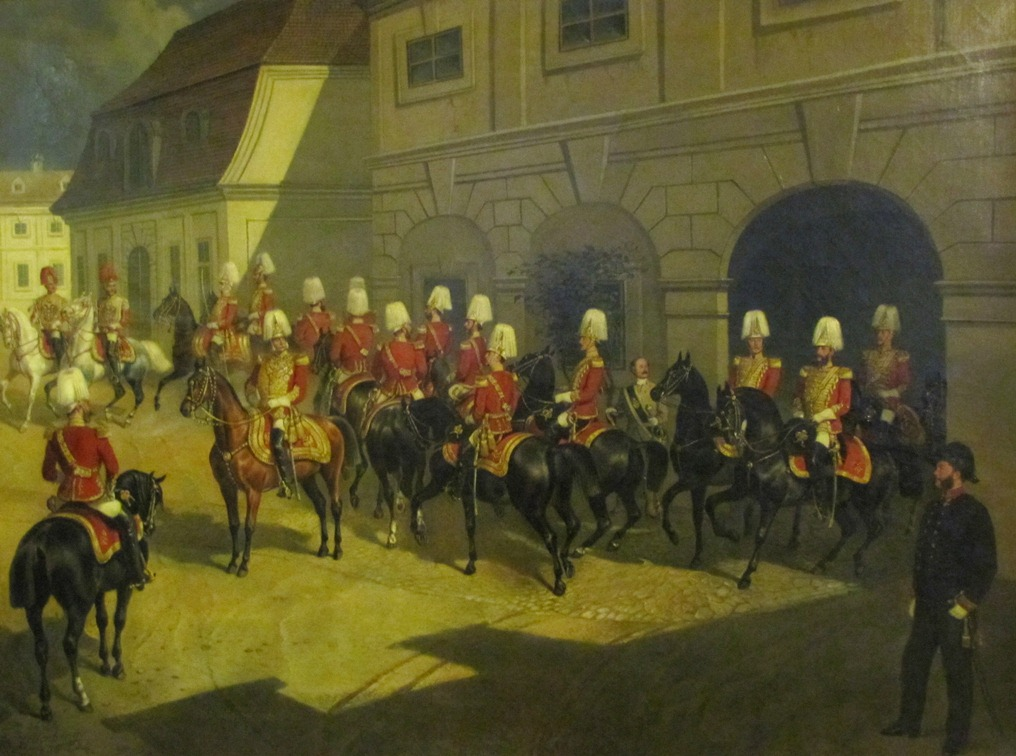
Einreiten der k.k. Ersten Arcieren-Leibgarde in die Gardekaserne am Rennweg nach einer Fronleichnamsprozession (Gemälde von Franz Zeller von Zellenberg, 1868)

Die Leibgardekaserne befand sich in einem Haus am Rennweg 3–5 im 3. Wiener Gemeindebezirk Landstraße, das von 1737 bis 1891 Bestand hatte. Bevor es als Kaserne genutzt wurde, waren darin verschiedene Spitäler untergebracht.
Am Anfang wurde das Gebäude vom Dreifaltigkeitsspital am Rennweg genutzt. 1754 wurde das Gelände vom Kaiserspital oder Hofspital (für Hofbedienstete) übernommen und unter Kaiserin Maria Theresia erweitert. 1782 hob Joseph II. das Spital auf und quartierte die Polnische (Galizische) Leibgarde ein. 1803 wurde hierbei das Oratorium der Kirche zu einer Wohnung umgebaut. Nach der Dislozierung der Polnischen Garde ins Untere Belvedere nutzte ab 1838 die Deutsche Arcièren-Leibgarde die Anlage. 1889–1891 wurde das Kaiserspitalsgebäude weitgehend abgebrochen. Dabei ging die ehemalige Notariatskanzlei des späteren Bürgermeisters Karl Lueger unter.

## Kaiserspitalskirche
Hauptartikel: Gardekirche
Im Zuge des Einzuges des Kaiserspitales wurde der Bau einer Spitalskirche beschlossen. Architekt Nikolaus von Pacassi baute die klassizistische Kirche 1754–1763, die als eines seiner Hauptwerke gilt. 1898 wurde die Kirche noch einmal umgebaut. Sie wird heute von den polnischen Resurrektionisten  betrieben, und es finden Messen in polnischer Sprache statt.

## Nachfolgehäuser von Otto Wagner

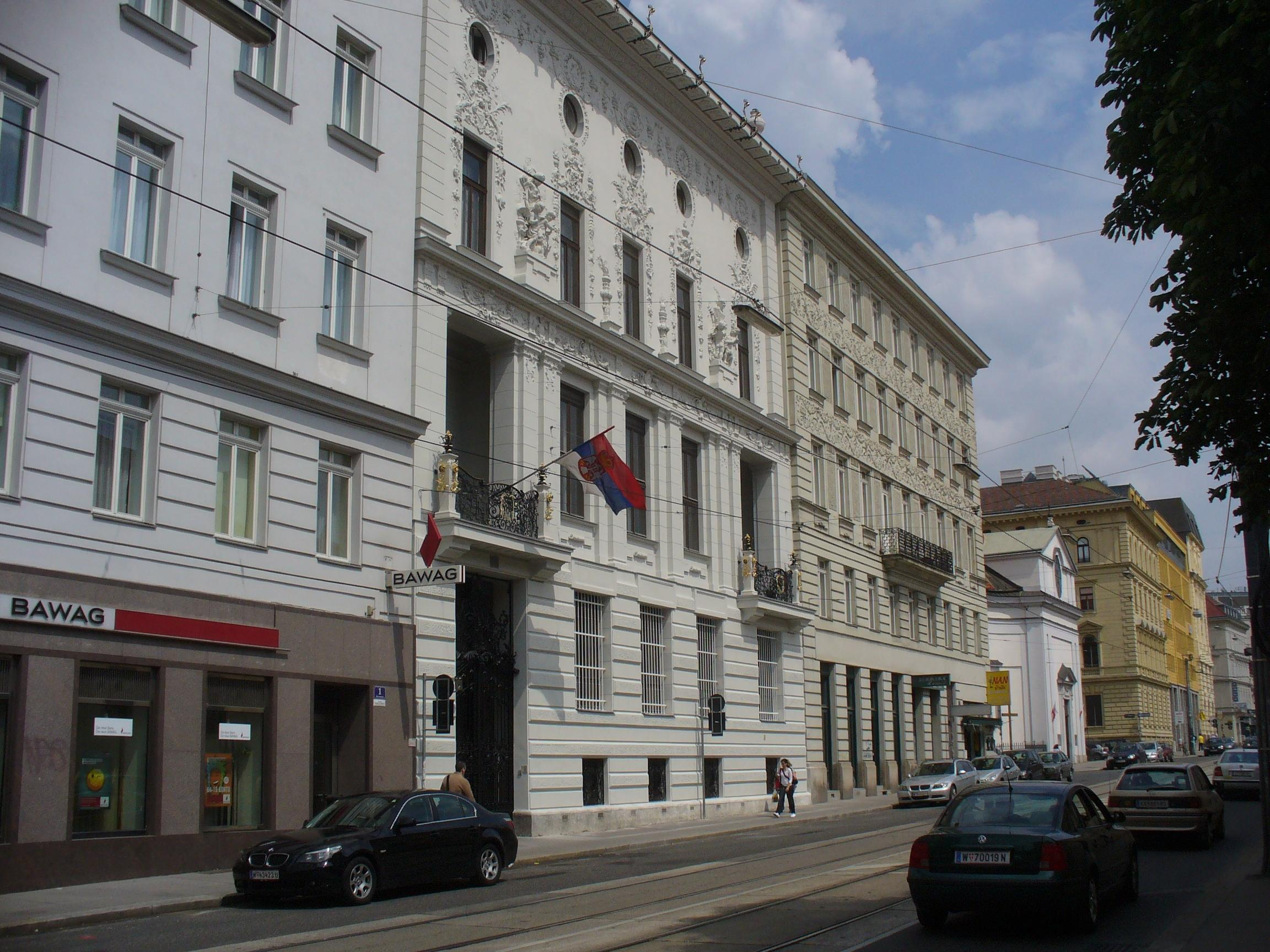
Im Vordergrund das Palais Hoyos, im Hintergrund das Gustav Mahler-Wohnhaus

Nach dem Abriss der Kaserne wurde der freigewordene Platz von Otto Wagner mit drei Häusern verbaut.
Das mittlere Haus, Palais Hoyos auf Rennweg 3 baute Otto Wagner als sein eigenes Stadtpalais, das er später der Familie Hoyos verkaufte. Es gilt innerhalb Wagners Werk als entscheidender Übergang zwischen Historismus und Jugendstil. Nach dem Zweiten Weltkrieg wurde das Palais als Botschaft von Jugoslawien genutzt. Heute befindet sich hier die Botschaft der Republik Serbien.
Dieses Gebäude wird von zwei weiteren Gebäuden eingerahmt, die die Adressen Rennweg 1 und Rennweg 5 tragen. Beim Haus Rennweg 1 wurde allerdings nach dem Zweiten Weltkrieg der Fassadendekor entfernt, nur die abgerundete Eckkante zum Schwarzenbergplatz hin lässt noch die städtebaulichen Intentionen Wagners erkennen.

### Haus Rennweg 5
Das Haus Rennweg 5 hat seine Hauptfront eigentlich zur Auenbruggergasse hin, die durch es und die Gardekirche gebildet wird. Es ist mit Nutung und floralen Friesen horizontal gegliedert und hat an der Hauptfront beim Eingangsportal vertiefte Spiegelfelder mit reichem ornamentalem Schmuck. Gustav Mahler wohnte hier 1898–1909, daran erinnert eine Gedenktafel.